# Харибда
Харибда (на гръцки: Χάρυβδις) в древногръцката митология е страшно морско чудовище, представляващо силен водовъртеж, който три пъти дневно поглъща и връща отново водата в пролива на Сицилия, който отделя Сицилия от Италия. В другата част на пролива живее другото митично създание, правещо невъзможно преминаването през пролива – шестоглавата Сцила. От малкото герои, които успяват да преминат между тези две страшилища са аргонавтите, които минават с помощта на Тетида и нереидите, и Одисей.